# お牧の茶屋

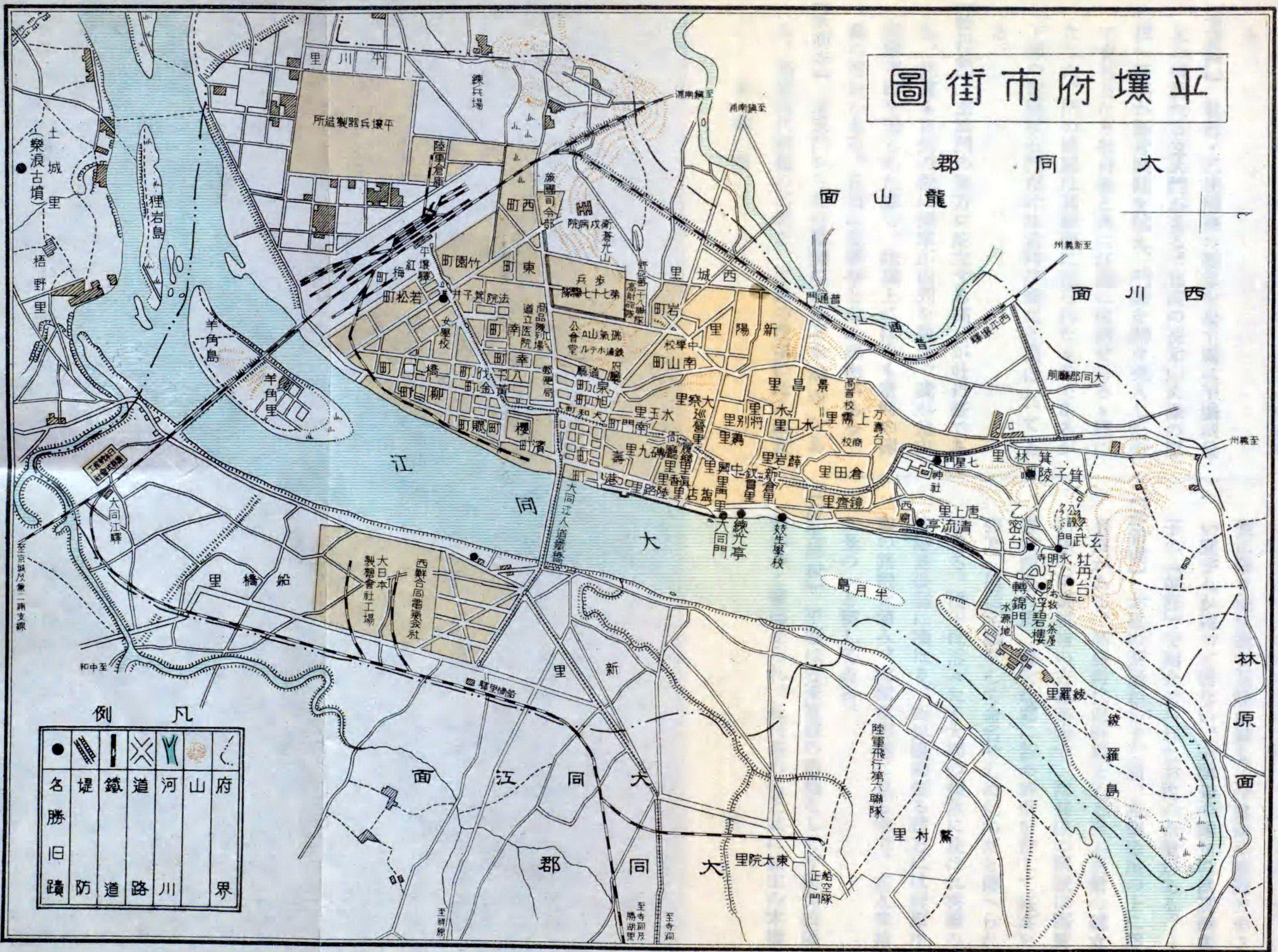
当時の平壌府の地図
右の牡丹峰地区の浮碧楼のそばにある。

お牧の茶屋（おまきのちゃや）は、日本統治時代の朝鮮の平安南道平壌府牡丹台にかつて存在した料亭。
名前の由来は、「お牧」という日本人女性が開業したことから来ている。
高浜虚子など文人墨客が度々訪れ、この料亭のことを詠んだ句碑が庭内に存在していた。
独立後、お牧の茶屋は廃業し、牡丹台一帯は公園になっている。

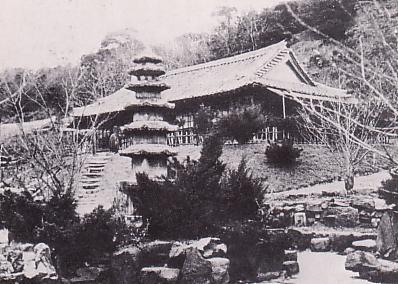
お牧の茶屋